# Normanna, Texas
Normanna là một nơi ấn định cho điều tra dân số (CDP) thuộc quận Bee, tiểu bang Texas, Hoa Kỳ. Năm 2010, dân số của nơi này là 113 người.

## Dân số
- Dân số năm 2000: 121 người.
- Dân số năm 2010: 113 người.